# 環帯類
環帯類（かんたいるい）とは貧毛綱（＝ミミズ）とヒル綱の総称。陸上、海中、淡水中と広い範囲に生息しており、体長は 0.5 mm 程度から 3 m に達するものまで多岐にわたる。

## 特徴
一般に細長い。左右対称で、多少とも腹背の区別があり、節足動物程には目立った附属肢はない。いわゆる蠕虫の典型と言ってよい。体には骨格等はなく、柔らかい。えらかまたは皮膚で呼吸する。
体は環状の体節が直列に並んだ構造をしている（体節制）。体節の構造は基本的にはどれも同じで、頭部以外の体節には、それほど大きな差はない（同規体節制）。なお、節足動物とは異なり、環形動物の体節は、内部の体腔をも区分している。

### 外部形態
体は細長く、前端と後端以外の体節は、普通はほぼ同じ形である。前端には口前葉があり、ここに目や口触手などがある。ただし、ヒル類、ミミズ類では口前葉そのものが退化的で、判別できないこともある。
体の先端にある口を含む体節を囲口節と言い、疣足を欠くなど、それに続く体節とはやや形が異なる。それ以降は、ほぼ同型の体節が並んでいるのが普通である。ただし、ミミズ類では体前方に環帯という複数体節がまとまった構造が見られる。逆にヒル類では、体節の表面が、さらに襞によって区切られるため、見かけでは実際の体節数より多くの区切りが見られる。

### 内部構造
消化系は先端の口から後端の肛門までほぼ直線的。循環系は閉鎖血管系をもち、赤色色素のエリスロクルオリン（ミミズ）、ヘモグロビン（ヒル）によって、体内の酸素運搬を行う。ただし、心臓はもたず、弁のある血管自体が収縮することで血液を循環させている。脳神経節と腹側神経索からなる、比較的良く発達した神経系をもつ（はしご状神経系）。

## 生殖と発生
雌雄同体で交尾による体内受精が行われる。発生は直接発生が行われる。

## 生態
海産または淡水産、及び湿った土壌中に生息し、乾燥した陸上で生活するものは少ない。匍匐生、巣穴を作って定着し、デトリタスを触手で集めるものなど、様々である。淡水産の種が多く、陸生種もある。特に貧毛類では陸生の種が多く、陸上の生態系では土壌の形成に大きな役割を担っている。